# Кассіопея (міфологія)
Кассіопе́я, також Кассіо́па (дав.-гр. Κασσιόπεια, грец. Κασσιόπη) — героїня давньогрецької міфології, ефіопська цариця, дружина Кефея, мати Андромеди; її ім'ям названо одне з сузір'їв.